# Verdrag van Parijs (november 1796)

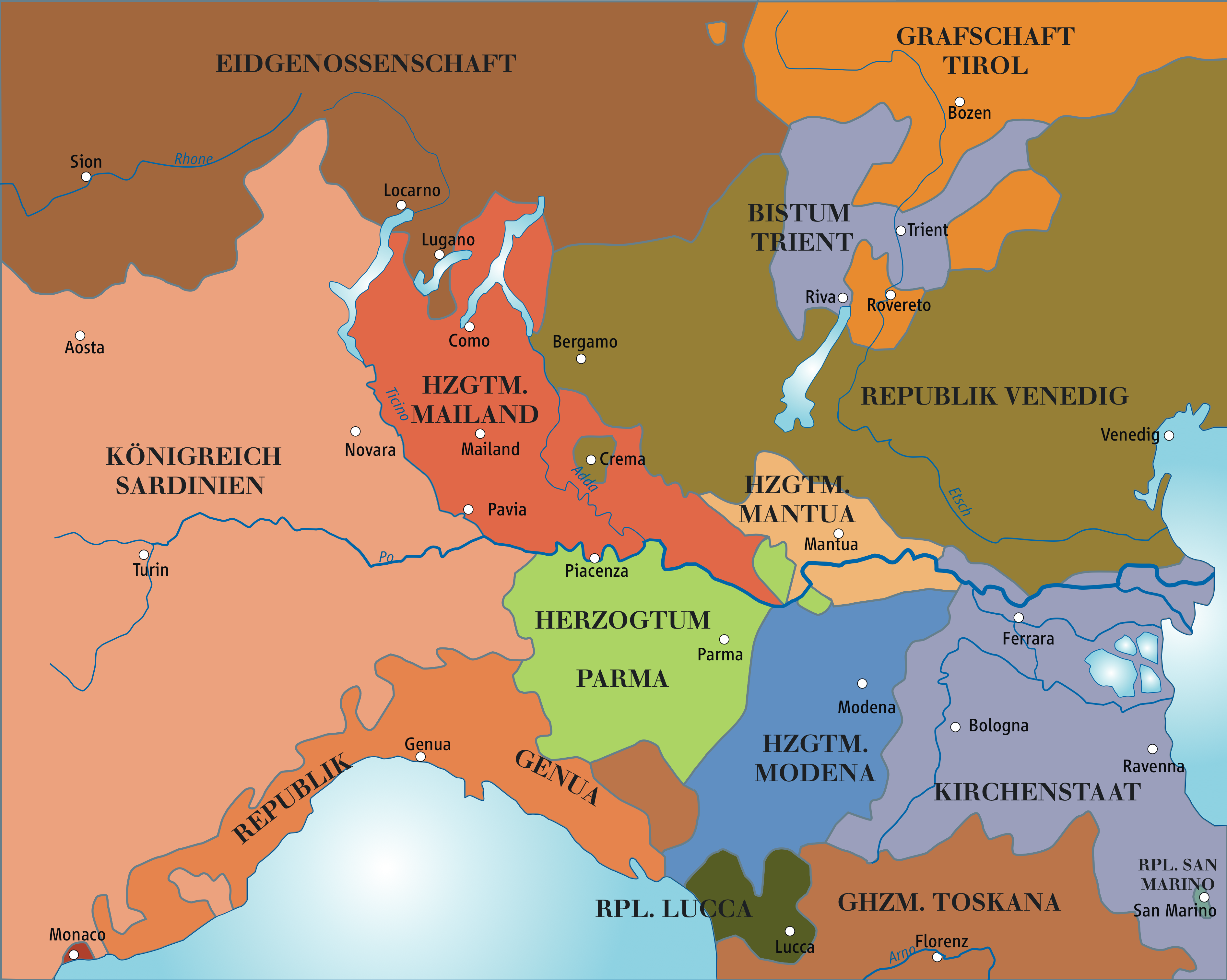
Hertogdom Parma en Piacenza in het groen, vlak voor de napoleontische Italiaanse Veldtocht van 1796-1797.

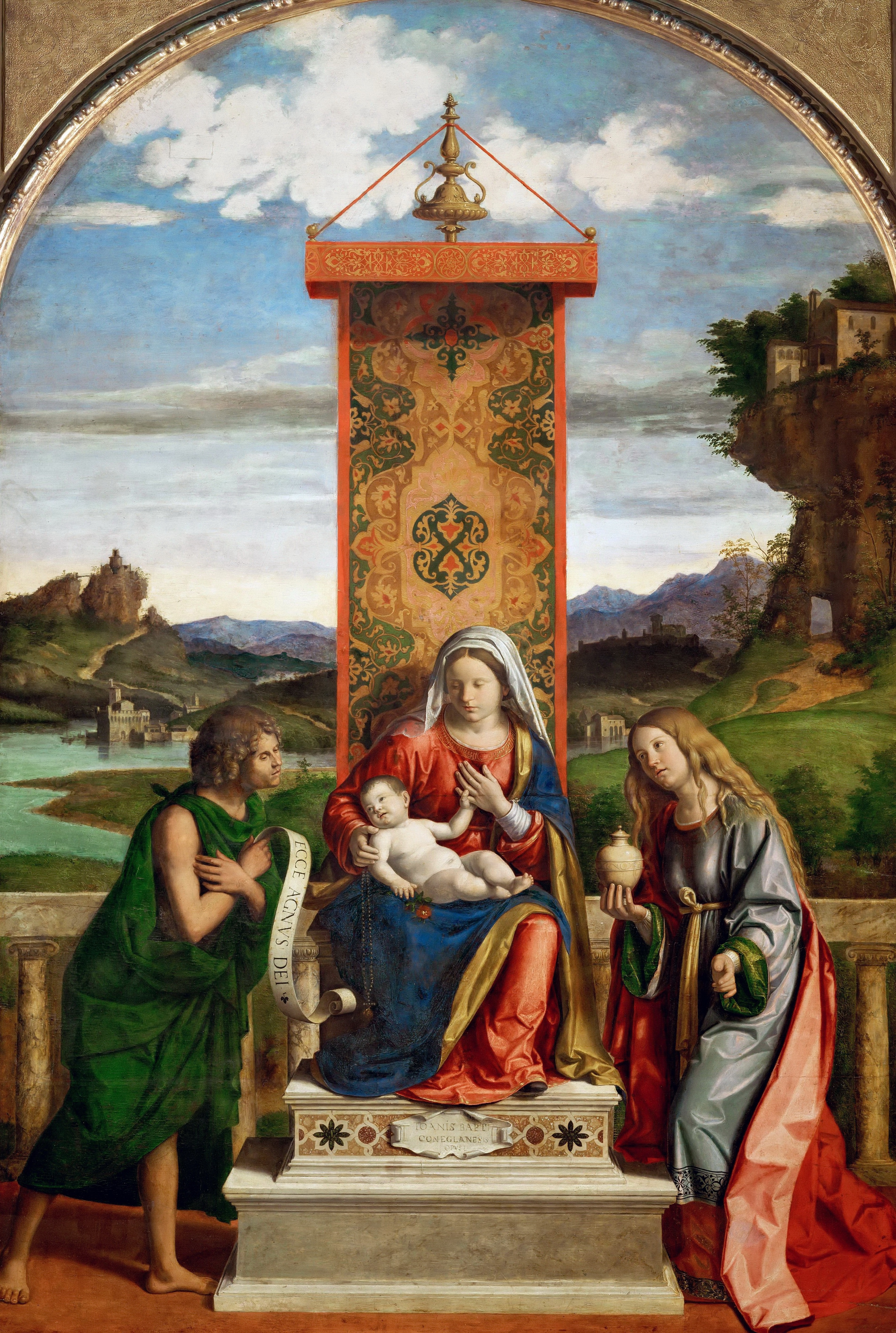
Een van de geroofde kunstwerken in Parma: Madonna met Kind door Giovanni Battista Cima, thans in het Musée du Louvre, Parijs.

Het Verdrag van Parijs ondertekend in november 1796 was een vredesverdrag tussen Frankrijk en het Hertogdom Parma en Piacenza, kortweg hertogdom Parma. Het revolutionaire Frankrijk werd bestuurd door het Directoire en Parma door hertog Ferdinand I van het huis Bourbon-Parma. Het verdrag van Parijs beëindigde voor Parma al in 1796 de Eerste Coalitieoorlog en de hierin lopende Italiaanse Veldtocht van 1796-1797 geleid door generaal Napoleon Bonaparte.

## Situatie op het slagveld
De Italiaanse Veldtocht der Fransen boekte begin 1796 militaire en politieke successen in Noord-Italië. Het koninkrijk Piëmont-Sardinië gaf zich over. De Oostenrijkers maakten rechtsomkeert en Milaan capituleerde. Op 5 mei 1796 stak Napoleon de grens met Parma over en bezette Piacenza, de tweede grootste stad van het hertogdom. De Fransen arresteerden de gouverneur van Piacenza. Aangezien de Oostenrijkers hun coalitiegenoot Parma niet ter hulp kwamen, vroeg het huis Bourbon-Parma de wapenstilstand aan op 9 mei 1796. Desondanks rukten de Fransen op naar de hoofdstad Parma, die ze veroverden op 20 juni dat jaar.

## Inhoud
Op 15 november 1796 werd het vredesverdrag ondertekend in Parijs. Voor Frankrijk was dit de minister van Buitenlandse Zaken Charles Delacroix. Voor het hertogdom Parma was dit Pietro Polli, gevolmachtigd minister van hertog Ferdinand I. De vredesvoorwaarden waren zwaar voor Parma. Enkele elementen:
- Betaling van anderhalf miljoen Franse frank
- Levering van goederen aan het Franse leger in Noord-Italië, zoals bijvoorbeeld ossen, haver en ander veevoeder, en schoenen
- Opeising van twintig waardevolle kunstwerken
- Financieel onderhoud van de garnizoentroepen op het grondgebied van het hertogdom
- Toetreding van Parma tot een vrijhandelszone met Frankrijk en de in 1796 opgerichte Bataafse Republiek
- Sluiten van de hertogelijke grenzen voor elk leger van de anti-Franse coalitie.

## Gevolg
Hertog Ferdinand I van Parma was politiek monddood in Parma; zijn Oostenrijkse bondgenoot kwam niet meer tussen. 
De brandschatting was zo groot dat Parma op zeker ogenblik niet meer kon voldoen aan het Verdrag van Parijs. In 1798 annexeerde bijgevolg de Cisalpijnse Republiek, een vazalstaat van Frankrijk in Italië, de volgende plaatsen van het hertogdom: Monticelli Pavese, Fombio, Guardamiglio, San Rocco al Porto en Caselle Landi.
Met het Verdrag van Aranjuez (1801) werd het hertogdom Parma opgedoekt en een deel van Frankrijk.